# Myolepta minuta
Myolepta minuta är en tvåvingeart som beskrevs av Fluke 1956. Myolepta minuta ingår i släktet parkblomflugor, och familjen blomflugor. Inga underarter finns listade i Catalogue of Life.